# Bishop-Rand
Der Bishop-Rand, alternativ auch minimaler Rand genannt, ist ein Begriff aus der mathematischen Theorie der Banachalgebren. Er geht auf Errett Bishop zurück, der diese Menge dazu nutzte, den Choquet-Rand in bestimmten Fällen zu charakterisieren. Es handelt sich um die minimale Menge, die in jedem Rand einer kommutativen Banachalgebra enthalten ist. Man spricht daher auch vom minimalen Rand. Man beachte, dass es sich im Allgemeinen nicht um einen echten Rand handelt, er kann im Extremfall sogar leer sein, wie unten durch ein Beispiel belegt wird.

## Definition
Es sei {\displaystyle X} ein kompakter Hausdorffraum und {\displaystyle C(X)} die Banachalgebra der stetigen Funktionen {\displaystyle X\rightarrow \mathbb {C} } mit der Supremumsnorm {\displaystyle \|\cdot \|_{\infty }}. Eine Funktionenalgebra über {\displaystyle X} ist eine Unteralgebra {\displaystyle A\subset C(X)}, die die konstanten Funktionen enthält und die Punkte trennt, das heißt, für zwei verschiedene Punkte {\displaystyle x,y\in X} gibt es ein {\displaystyle f\in A} mit {\displaystyle f(x)\not =f(y)}.
Ein Punkt {\displaystyle x\in X} heißt Peakpunkt zu {\displaystyle A}, falls es eine Funktion {\displaystyle f\in A} gibt, so dass
{\displaystyle \|f\|_{\infty }=|f(x)|=1}   und   {\displaystyle |f(y)|<1}   für alle   {\displaystyle y\in X\setminus \{x\}}.
Die Menge {\displaystyle \rho A} aller Peakpunkte heißt der Bishop-Rand oder der minimale Rand.
Die Definition lässt sich leicht auf lokalkompakte Räume verallgemeinern. Man betrachtet dann die Banachalgebra {\displaystyle C_{0}(X)} derjenigen stetigen Funktionen, die im Unendlichen verschwinden, und ersetzt die Forderung, die konstanten Funktionen zu enthalten, dadurch, dass es keinen Punkt {\displaystyle x\in X} geben darf, in dem jedes {\displaystyle f\in A} den Wert 0 hat. Ist schließlich {\displaystyle A} eine beliebige kommutative Banachalgebra mit dem Gelfand-Raum {\displaystyle X_{A}}, so definiert man {\displaystyle \rho A} als den Bishop-Rand der Funktionenalgebra der Gelfand-Transformierten in {\displaystyle C_{0}(X_{A})}. Die letzte Definition kann in konstruierten Fällen in Konflikt zur ersten geraten, denn ist eine kommutative Banachalgebra {\displaystyle A} auch als eine Funktionenalgebra in einer Algebra {\displaystyle C(X)} realisiert, so muss {\displaystyle X} nicht notwendigerweise der Gelfand-Raum von {\displaystyle A} sein.

## Beispiele
- Ist {\displaystyle X} kompakt und metrisierbar, so ist {\displaystyle \rho C(X)=X}. In diesem Fall ist der minimale Rand gleich der dafür maximal möglichen Menge.[2]
- Im Falle der Diskalgebra {\displaystyle A(\mathbb {D} )} auf dem Einheitskreis {\displaystyle \mathbb {D} } stimmt der Bishop-Rand mit dem topologischen Rand {\displaystyle \partial \mathbb {D} =\{z\in \mathbb {C} \mid |z|=1\}} überein.[3]

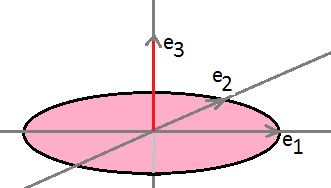
X ist die Vereinigung aus Kreisscheibe und im Nullpunkt aufgesetzter Strecke

- Wir geben nun eine Funktionenalgebra an, für die der Bishop-Rand nicht abgeschlossen ist. Dazu sei

{\displaystyle X:=\mathbb {D} \cup [0,1]\cdot e_{3}\subset \mathbb {R} ^{3}} mit der Relativtopologie.
{\displaystyle X} ist ein kompakter Raum und {\displaystyle C(X)} enthält die Funktionenalgebra
{\displaystyle A:=\{f\in C(X)\mid f|_{\mathrm {int} (\mathbb {D} )}{\text{ ist holomorph }}\}},
wobei {\displaystyle \mathrm {int} (\mathbb {D} )} das Innere des Einheitskreises bezeichne. Für den Schilow-Rand {\displaystyle \partial A} zeigt man
{\displaystyle \partial A=\partial \mathbb {D} \cup [0,1]\cdot e_{3}}.
Der Bishop-Rand erweist sich als um einen Punkt kleiner
{\displaystyle \rho A=\partial \mathbb {D} \cup (0,1]\cdot e_{3}=\partial A\setminus \{(0,0,0)\}}.
Wir zeigen dazu nur, dass {\displaystyle 0=(0,0,0)} kein Peakpunkt ist und damit nicht zum Bishop-Rand gehört. Wäre nämlich 0 ein Peakpunkt, so gäbe es ein {\displaystyle f\in A} mit {\displaystyle |f(0)|=1} und {\displaystyle |f(x)|<1} für alle anderen  Punkte. Da aber {\displaystyle f|_{\mathrm {int} (\mathbb {D} )}} holomorph ist, widerspricht das dem Maximumprinzip der Funktionentheorie.
- Ist {\displaystyle \Lambda } eine überabzählbare Menge, so ist der Produktraum {\displaystyle X=[0,1]^{\Lambda }} mit der Produkttopologie nach dem Satz von Tichonow kompakt. Man kann zeigen, dass in diesem Falle überhaupt keine Peakpunkte existieren, das heißt, es ist {\displaystyle \rho C(X)=\emptyset }. In diesem Fall ist der Bishop-Rand also kein Rand.[5]

## Charakterisierung
Für abgeschlossene Funktionenalgebren {\displaystyle A\subset C(X)} können Peakpunkte topologisch anders charakterisiert werden, was dann zu einer Charakterisierung des Bishop-Randes führt. Dazu nennt man einen Punkt {\displaystyle x\in X} einen starken Randpunkt, wenn es zu jeder offenen Umgebung {\displaystyle U} von {\displaystyle x} eine Funktion {\displaystyle f\in A} gibt mit {\displaystyle \|f\|_{\infty }=|f(x)|=1} und {\displaystyle |f(y)|<1} für alle {\displaystyle y\in X\setminus U}. Mit dieser Definition gilt folgender Satz:
Ist {\displaystyle X} ein kompakter Hausdorffraum und {\displaystyle A\subset C(X)} eine abgeschlossene Funktionenalgebra, so sind folgende Aussagen über {\displaystyle x\in X} äquivalent:
- {\displaystyle x\in \rho A}
- {\displaystyle x} ist ein starker Randpunkt und {\displaystyle \{x\}} ist eine Gδ-Menge.

Damit wird nun auch das zuletzt genannte Beispiel klar, denn in {\displaystyle X=[0,1]^{\Lambda }} ist bei überabzählbarem {\displaystyle \Lambda } keine einpunktige Menge eine  Gδ-Menge.

## Beziehung zum Choquet-Rand
E. Bishop untersuchte den Raum der Peakpunkte, um folgenden Satz zu zeigen:
Ist {\displaystyle X} ein kompakter Hausdorffraum und {\displaystyle A\subset C(X)} eine abgeschlossene Funktionenalgebra, so stimmt der Bishop-Rand mit dem Choquet-Rand überein und ist eine  Gδ-Menge.
Insbesondere ist der Bishop-Rand in diesem Fall ein Rand.